# Alfredo Abrantes
Alfredo Saúl Abrantes de Abreu plus communément appelé Alfredo ou Saúl , est un footballeur portugais né le 19 avril 1929 à Lisbonne et mort le 16 avril 2005.

## Biographie
Passant la plus grande partie de sa carrière à Benfica, il y remporte 3 championnats portugais. Il est finaliste malheureux de la Coupe Latine 1957.
Il reçoit sa seule et unique cape en équipe du Portugal contre la RDA en 1959.

## Carrière
- 1950-1954 :  Oriental Lisbonne
- 1954-1960 :  Benfica Lisbonne
- 1960-1962 :  CF Belenenses

## Palmarès

### En club
Avec l'Oriental Lisbonne :
- Champion du Portugal D2 en 1953

Avec le Benfica Lisbonne :
- Champion du Portugal en 1955, 1957 et 1959
- Vainqueur de la Coupe du Portugal en 1955, 1957 et 1959
- Finaliste de la Coupe Latine en 1957